# Arifat
Arifat é uma comuna francesa na região administrativa de Occitânia, no departamento de Tarn. Estende-se por uma área de 20,28 km². Em 2010 a comuna tinha 163 habitantes (densidade: 8 hab./km²).